# Марколини, Маркантонио
Маркантонио Марколини (итал. Marcantonio Marcolini; 22 ноября 1721, Фано, Папская область — 18 июня 1782, там же) — итальянский куриальный кардинал, папский дипломат и доктор обоих прав. Титулярный архиепископ Фессалоник с 12 июня 1769 по 23 июня 1777. Апостольский нунций в Тоскане с 23 августа 1769 по 16 февраля 1771. Секретарь Священной Консульты с 16 февраля 1771 по 18 мая 1773. Генеральный аудитор Апостольской Палаты с 18 мая 1773 по 2 мая 1775. Президент Урбино с 2 мая 1775 по 23 июня 1777. Кардинал-священник с 23 июня 1777, с титулом церкви Сант-Онофрио с 28 июля 1777.